# Pardosa falcata
Pardosa falcata är en spindelart som beskrevs av Schenkel 1963. Pardosa falcata ingår i släktet Pardosa och familjen vargspindlar. Inga underarter finns listade i Catalogue of Life.